# Alloperla chloris
Alloperla chloris är en bäcksländeart som beskrevs av Theodore Henry Frison 1934. Alloperla chloris ingår i släktet Alloperla och familjen blekbäcksländor. Inga underarter finns listade i Catalogue of Life.